# Sunniva mystica
Sunniva mystica är en kräftdjursart som beskrevs av Gustav Budde-Lund 1904A. Sunniva mystica ingår i släktet Sunniva och familjen Scleropactidae. Inga underarter finns listade i Catalogue of Life.